# Weierstrass (månkrater)
Weierstrass är en nedslagskrater på månen. Weierstrass har fått sitt namn efter den tyske matematikern Karl Weierstrass.
Kratern har en diameter på ungefär 31 km.